# Danka (film)
Danka (în poloneză Inna, în traducere „Altul”) este un film psihologic polonez pentru tineret din 1976, regizat de Anna Sokołowska⁠(d) după un scenariu ce a adaptat romanul Inna?⁠(d) (1975) al Irenei Jurgielewiczowa⁠(d). Romanul Inna? este continuarea cărții Ten obcy⁠(d) („Acest străin”, 1961) despre cinci prieteni tineri (Ula, Pestka, Marian, Julek și Zenek), care se cunosc într-o vacanță de vară petrecută în satul Olszyna, situat la 150 km de Varșovia.

## Rezumat

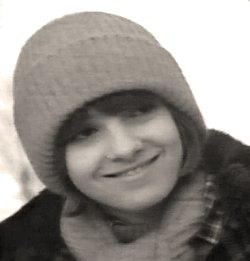
Actrița (Bartyńska), interpreta rolului principal

Danka (Barbara Bartyńska⁠(d)), o elevă în vârstă de cincisprezece ani de la un orfelinat din Varșovia, este invitată să-și petreacă vacanța de Crăciun cu o familie străină (domnul și doamna Pietrzak) care locuiește într-un oraș pitoresc de munte – Jurocin. Fata îi cunoaște acolo pe fiul gazdelor, Marian, pe nepotul lor, Julek, și pe prietenul celor doi băieți, Zenek (Jacek Zejdler⁠(d)), pe care îl cunoscuseră într-o vacanță de vară. Pregătirile pentru Crăciun sunt deja în desfășurare, iar Danka – inițial neîncrezătoare și distantă – este atrasă de atmosfera sărbătorilor și participă cu entuziasm la treburile casnice. Între Marian și Danka se înfiripă o poveste timidă de dragoste.
Fata îi aude accidental pe Marian și Julek întrebându-se ce să-i cumpere de Crăciun și își dă seama că toată lumea se pregătește să ofere cadouri. Neavând bani, fură niște mărunțișuri dintr-un magazin cu autoservire pentru le oferi băieților. În momentul furtului, ea este observată de un tânăr care o urmărește în stradă și o avertizează asupra consecințelor unei astfel de fapte. Danka, însă, îl ignoră și pune cadourile furate sub brad, bucurându-se de surpriza celor doi băieți. Mult așteptatul Zenek sosește a doua zi la masa de Crăciun, iar Danka îl recunoaște, spre groaza ei, ca fiind martorul furtului ei. Cu toate că Zenek nu spune nimănui ce s-a întâmplat, Danka este stânjenită și se teme că secretul ei va fi dezvăluit, așa că fuge în secret din casa familiei Pietrzak. Băieții pornesc în căutarea ei și, după câteva ore, o găsesc în gară, chiar atunci când trebuia să urce în tren.
Perioada sărbătorilor se încheie, iar Danka se întoarce la Varșovia. Băieții continuă să o caute și o ajută să se împrietenească cu prietena lor, Ula (Katarzyna Pawlak⁠(d)), care este îndrăgostită de Zenek și este gata să facă orice îi cere el. Ula, care locuiește cu tatăl ei permanent ocupat (Leonard Pietraszak⁠(d)), simte lipsa unui prieten apropiat. Prima întâlnire a fetelor nu decurge bine: neîncrederea și duritatea intenționată a Dankăi o sperie pe sensibila și blânda Ula. Comportamentul plin de tact al Ulei reușește să o îmblânzească pe Danka, care găsește astfel o prietenă căreia îi spune povestea vieții sale triste și îi dezvăluie că a furat cadourile băieților dintr-un magazin.
Aflat în trecere prin Varșovia, Marian coboară câteva minute pe peronul gării pentru a o vedea pe Danka, dar o găsește acolo doar pe Ula. Este dezamăgit, iar Danka, care-i urmărește de la distanță, decide să se apropie atunci când îl vede trist.

## Distribuție
- Barbara Bartyńska⁠(d) — Danka, o tânără elevă provenită de la orfelinat
- Iwona Niżyńska — Pestka Ubyszówna („Pip”), prietena Ulei, membră a grupului de prieteni
- Katarzyna Pawlak⁠(d) — Urszula Zalewska („Ula”), membră a grupului de prieteni
- Michał Pietrzak — Juliusz Miler („Julek”), verișorul lui Marian, membru al grupului de prieteni
- Marek Szymański⁠(d) — Marian Pietrzak, fiul familiei Pietrzak, membru al grupului de prieteni
- Irena Jun⁠(d) — Stefania Pietrzakowa, mama lui Marian
- Wanda Majerówna⁠(d) — mătușa Ulei
- Ryszard Dembiński⁠(d) — Pietrzak, tatăl lui Marian
- Leonard Pietraszak⁠(d) — tatăl Ulei
- Jacek Zejdler⁠(d) — Zenon Wójcik („Zenek”), prietenul din vacanță al celor patru tineri (Ula, Pestka, Marian și Julek)
- Janina Borońska⁠(d) — dublaj de voce Pestka
- Elżbieta Jasińska⁠(d)
- Barbara Marszałek⁠(d)
- Zofia Grąziewicz⁠(d) — profesoara (nemenționată)

## Producție
Franzeluța a fost realizat de compania Studio Filmowe Kadr. Scenariul filmului, scris de Irena Jurgielewiczowa⁠(d) și Anna Sokołowska⁠(d), a fost inspirat din romanul Inna?⁠(d) (1975) al Irenei Jurgielewiczowa. Filmările au avut loc în anul 1976 în mai multe locuri printre care Piwniczna-Zdrój din voievodatul Polonia Mică și stațiile de cale ferată Ozorków⁠(d) (din orașul Ozorków, voievodatul Łódź) și Warszawa Gdańska⁠(d) (din Varșovia). S-a filmat pe peliculă color: lungimea peliculei este de 2279 de metri, iar durata filmului este de 78 de minute.

## Recepție
Criticii de film români au consemnat, în cronicile lor, că regizoarea Anna Sokołowska a investigat „cu multă sensibilitate și cu sentimentalism reținut” universul sufletesc al unei adolescente de 15 ani, crescute într-un orfelinat, reușind să evidențieze că „bunul cel mai de preț al copilăriei” este „căldura familiei”. Cu acest prilej, a fost remarcată, de asemenea, interpretarea excelentă a Barbarei Bartyńska⁠(d).

## Premii
Filmul a fost distins cu mai multe premii la Festivalul Internațional de Film pentru Tineret „Ale Kino!”⁠(d) de la Poznań din 16–19 aprilie 1977: premiul „Capra de Bronz” (Brązowe Koziołki) pentru cel mai bun film cu actori (Anna Sokołowska⁠(d) și Irena Jurgielewiczowa⁠(d)) și premiul „Marcinek” al juriului filmelor pentru copii.